# ペーパータウン (映画)
『ペーパータウン』（原題:Paper Towns）は2015年に公開されたアメリカ合衆国の青春映画である。監督はジェイク・シュライアー、主演はナット・ウルフとカーラ・デルヴィーニュが務めた。本作はジョン・グリーンが2008年に発表した同名小説を原作としている。なお、本作はグリーンの脚本家デビュー作でもある。
本作は日本国内で劇場公開されなかったが、Amazon・Disney+などで配信が行われている。

## ストーリー
フロリダ州オーランド。クエンティン・ヤコブセン（Q）はごく普通の高校生だったが、人生で1回だけとても奇妙な体験をしていた。9年前、幼馴染みのマーゴ・シュピーゲルマン―シュピーゲルマン一家はヤコブセン一家の斜向かいに暮らしていた―と一緒に遊んでいたとき、偶然にも自殺した男性の遺体を発見したのである。Qはマーゴにずっと惹かれていたが、そのことを打ち明けられずにいた。というのも、Qが平凡な男子高校生でしかなかったのに対し、マーゴは地元の男子たちの高嶺の花になっていたからである。Qは篤実な人柄ではあったが、特にモテるということもなかった。Qは友人に囲まれていたが、彼ら（ベンやラダー）は皆はみ出し者として知られていた。
ある夜、マーゴが壁をよじ登ってQの部屋にやって来た。Qはマーゴと一緒に深夜の散歩に出かけたが、道中、マーゴの恋人であるジャスの浮気現場を目撃してしまった。浮気相手が友人のベッカであったこともあり、マーゴは大いに憤慨した。そこで、マーゴとQは浮気中の2人に向かってクラッカーをぶっ放した。マーゴの怒りの矛先は友人のレイシーにも向かった。マーゴはレイシーが浮気を見て見ぬ振りをしていたと思い込んでいたのである。当然、マーゴとジャスは破局することになったわけだが、この一件を通して、Qは自分にもマーゴとより親しくなれる可能性があるのではないかと思い始めた。Qは自己啓発の方法を学び、来たるべきチャンスに備えることにした。
翌日から、マーゴは姿を見せなくなり、美少女の失踪事件として地元で噂されるまでに至った。しかし、マーゴには放浪癖があったので、両親はなかなか警察に届け出ようとはしなかった。マーゴの部屋に今までなかったウディ・ガスリーのポスターが貼られているのに気が付いたQは、それがマーゴの行方を示す手掛かりになっているのではないかと思った。そこで、Qはベンやラダーと一緒にマーゴ探しを始めることにした。手始めに、Qはマーゴの妹であるルーシーをプレゼントで買収し、マーゴの自室を隈なく調べる許可を得た。
手掛かりを追うQ一行だったが、マーゴの行方はなかなか掴めなかった。マーゴが使っていた地図から、彼女がアグローにいると確信した一行は2日かけて現地に急行したが、そこにマーゴの姿はなかった。友人たちがマーゴ探しを諦めた後も、Qはたった一人で奔走していたが、そんな彼が辿り着いた真実は余りにも苦いものであった。

## キャスト
※括弧内は日本語吹替。
- ナット・ウルフ - クエンティン・ヤコブセン（Q）（梶裕貴）
  - ジョサイア・セリオ - 幼少時のQ
- カーラ・デルヴィーニュ - マーゴ・ロス・シュピーゲルマン（田村睦心）
  - ハンナ・アリグッド - 幼少期のマーゴ
- ハルストン・セイジ - レイシー・ペンバートン（瀬戸麻沙美）
- オースティン・エイブラムス - ベンジャミン・スターリング（村瀬歩）
  - ケンダル・マッキンタイア - 幼少期のベン
- ジャスティス・スミス - マーカス・リンカーン（ラダー）（内田雄馬）
- ジャズ・シンクレア - アンジェラ
- カーラ・ブオノ - コニー・ヤコブセン、クエンティンの母親。
- グリフィン・フリーマン - ジェイソン・ワーシントン（ジャス）
- ケイトリン・カーヴァー - レベッカ・アリントン（ベッカ）
- メグ・クロスビー - ルーシー・シュピーゲルマン
- スーザン・マック・ミラー - デビー・シュピーゲルマン、マーゴとルーシーの母親。
- トム・ヒルマン - ハンク・シュピーゲルマン、マーゴとルーシーの父親。
- RJ・シアラー - チャック・パーソン
- ジム・コールマン - オーティス・ウォーレン刑事
- レーン・ラヴグローヴ - ロバート・ジョイナー
- アンセル・エルゴート（カメオ出演） - メイソン
- スティーヴィー・レイ・ダリモア - ジョシュ・ヤコブセン、クエンティンの父親。
- ジョン・グリーン（声のみの出演） - ドワイト・アリントン、レベッカの父親。

## 製作
2014年3月24日、ジョン・グリーンは自身のTwitterでナット・ウルフがクエンティン役に起用されたと発表した。9月、カーラ・デルヴィーニュがキャスト入りした。

### 撮影
本作の舞台はフロリダ州オーランドだが、撮影は税制優遇が受けられるノースカロライナ州で行われることになった。また、原作小説にはシーワールドでのシーンがあったが、本作の製作中に同施設でのシャチ虐待疑惑が報じられたため、別の施設でのシーンに変更された。
本作の主要撮影は2014年11月3日にノースカロライナ州のシャーロットで始まり、同年12月19日に終了した。

## サウンドトラック
2015年7月10日、アトランティック・レコーズは本作のサウンドトラックを発売した。

## 公開
当初、本作は2015年7月31日に全米公開される予定だったが、後に公開日は同年6月19日に変更された。その後、本作と同じくグリーンの小説を映画化した『きっと、星のせいじゃない。』の公開1周年に合わせるべく、本作の全米公開日は6月19日に延期された。2015年3月、20世紀フォックスは本作の全米公開日を同年7月24日に延期すると発表した。

## 興行収入
本作は『ピクセル』や『サウスポー』と同じ週に封切られ、公開初週末に2000万ドル前後を稼ぎ出すと予想され、論者の中には口コミによるさらなるヒットを予測した者がいたが、実際の数字はそれを大きく下回るものであった。2015年7月24日、本作は全米3031館で公開され、公開初週末に1265万ドルを稼ぎ出し、週末興行収入ランキング初登場6位となった。この数字は『きっと、星のせいじゃない。』のオープニング興収（4800万ドル）の4分の1強にしかならなかった。

## 評価
映画批評集積サイトのRotten Tomatoesには131件のレビューがあり、批評家支持率は56%、平均点は10点満点で5.8点となっている。サイト側による批評家の見解の要約は「『ペーパータウン』は観客が期待しているほど深くもないし、感動的でもない。しかし、同作には魅力や良質な演技、思慮深さがある。あらゆる年齢の青春映画好きが気にかけるだけの価値はある。」となっている。また、Metacriticには34件のレビューがあり、加重平均値は56/100となっている。なお、本作のCinemaScoreはB+となっている。